# Cambridge (Nova Zelândia)
Cambridge ( Māori : Kemureti ) é uma cidade no distrito de Waipa, na região de Waikato, na ilha norte da Nova Zelândia. Situada a 24 quilômetros (15 mi)   sudeste de Hamilton, nas margens do rio Waikato, Cambridge é conhecida como "A Cidade das Árvores e Campeões". A cidade possui uma população de 19 150,  sendo a maior cidade do distrito de Waipa e a terceira maior área urbana de Waikato (depois de Hamilton e Taupo ).
Cambridge foi finalista nos prêmios Cidade Mais Bonita da Nova Zelândia de 2017 e 2019, administrada pela Keep New Zealand Beautiful. Foi agraciada com o título de Cidade Mais Bonita da Nova Zelândia em outubro de 2019.

## História

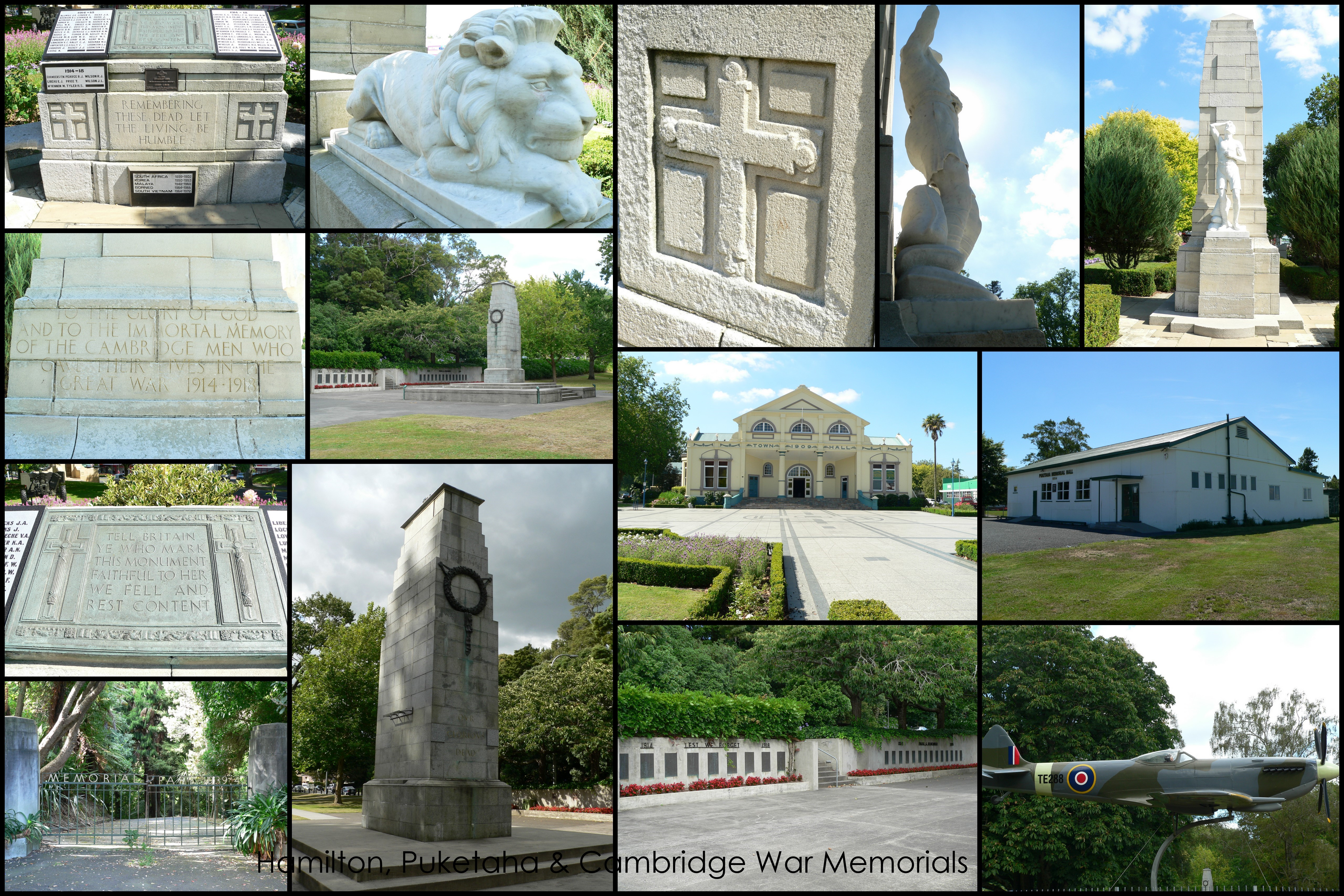
Memoriais de guerra de Hamilton, Puketaha e Cambridge

Antes da chegada dos europeus, havia um número de Maori pā nas proximidades do que se tornaria Cambridge. Na década de 1850, missionários e agricultores da Grã-Bretanha se estabeleceram na área e introduziram práticas agrícolas modernas aos Maori locais, ajudando-os a montar dois moinhos de farinha e a importar môs da Inglaterra e da França.  Durante a década de 1850, o trigo era uma colheita lucrativa, mas quando os comerciantes de Auckland começaram a comprar grãos mais baratos da Austrália, o mercado entrou em declínio.
A cidade europeia de Cambridge foi fundada quando o 3º Regimento da Milícia de Waikato foi estabelecido ali em 1864, após a invasão do Waikato. A cidade recebeu o nome de Prince George, duque de Cambridge, comandante em chefe do exército britânico na época.

## Governança
Cambridge é administrada pelo Conselho Distrital de Waipa. É a maior cidade do distrito, mas não a sede do conselho, que fica em Te Awamutu.
Nacionalmente, Cambridge faz parte do eleitorado geral de Taupō e do eleitorado de Hauraki-Waikato Maori.

## Economia
As principais fontes de emprego e renda de Cambridge vêm da pecuária leiteira, do turismo, da indústria equestre e do desporto. A produção leiteira oferece mais de um em cada 10 empregos no distrito de Waipa. A indústria do turismo suporta 12,7% dos empregos no distrito de Waipa. A indústria equestre oferece mais de 600 empregos em Waikato, com muitos deles baseados em Cambridge e arredores. Estima-se que um em cada cinco residentes de Cambridge trabalhe na vizinha Hamilton.

## Transporte
Cambridge fica ao lado da State Highway 1, que liga a cidade a Hamilton no noroeste e Tauranga, Rotorua e Taupo no sudeste. O acesso a Cambridge pelo norte é feito pelas trocas da Cambridge Road e Victoria Road e pelo sul pela via Tirau Road. Antes da abertura da extensão da Waikato Expressway, em dezembro de 2015, a SH 1 passava pelo centro de Cambridge.
A Rodovia Estadual 1B sai da SH 1 no cruzamento da Victoria Road e fornece uma rota para o norte para SH 1 em Taupiri, fornecendo uma rota para o norte em direção a Auckland enquanto passa por Hamilton para o leste.
O Aeroporto de Hamilton, a 18 minutos de Cambridge, é o aeroporto mais próximo e oferece vôos diários para todos os principais centros da Nova Zelândia.
Um serviço de ônibus público conecta Cambridge ao centro de Hamilton via Tamahere e Waikato University várias vezes ao dia.
Cambridge era anteriormente o terminal da ferrovia de Cambridge Branch, mas foi fechada além de Hautapu em 1999.

## Distritos rurais
Existem vários distritos rurais próximos que se identificam social e economicamente com Cambridge. Esses distritos normalmente teriam algumas centenas de moradores, uma escola primária e um salão comunitário para eventos sociais locais. No início do século XX, muitos desses distritos também tinham as suas próprias pequenas fábricas de processamento de leite. Esses distritos são Bruntwood, Goodwood / Fencourt, Hautapu, Hora Hora, Karapiro, Kaipaki, Maungatautari, Te Miro e Whitehall.

## Desporto
Sede desportiva nacional
Cambridge e o próximo lago Karapiro tornaram-se a sede de organizações desportivas nacionais, como do ciclismo (pista, estrada, bicicleta de montanha e BMX), remo, triatlo e centros de alto desempenho para caiaque e canoagem.
Ciclismo
A Casa Nacional do Ciclismo, o Avantidrome, foi aberta por William e Catherine, duque e duquesa de Cambridge, em 12 de abril de 2014. Em dezembro de 2015, Cambridge sediou a Copa do Mundo de Ciclismo em Pista UCI de 2015-16. Há também muitas ciclovias para o ciclismo e caminhada que foram criadas especificamente em torno de Cambridge. O passeio no rio Te Awa atualmente possui dois caminhos abertos, excelentes para ciclistas e caminhantes. A pista projetada vai do centro de Cambridge até o Avantidrome e segue o belo rio Waikato. Há também uma ampla ciclovia que vai de Leamington ao Lake Karapiro Domain, perfeita para toda a família. Cambridge sediará o Campeonato Nacional de Corridas de Rua da Nova Zelândia e o contra-relógio entre os anos de 2020 e 2022, com a opção de um quarto ano, o evento ocorrerá em meados de fevereiro.
Garanhos de cavalo puro-sangue
A cidade agora é conhecida pelos seus garanhos e estábulos de puro-sangue, que produziram muitos cavalos campeões nos desportos de corrida e em saltos. Cambridge é popularmente conhecida como a "capital equestre" da Nova Zelândia. Os garanhos de puro-sangue conhecidos internacionalmente na área incluem:
- Cambridge Stud
- Chequers Stud
- Blue Gum Lodge
- Trelawney Stud
- Windsor Park Stud

Remo
O Lago Karapiro, reconhecido como um dos lagos premium de remo do mundo, está por perto, produzindo vários campeões mundiais de remo, como Rob Waddell, Robbie Manson, os gêmeos Evers-Swindell, Georgina e Caroline, Mahé Drysdale e James Dallinger. O Campeonato Mundial de Remo de 2010 foi realizado no Lago Karapiro.
Rugby Union
Cambridge abriga dois clubes, o Hautapu Sports Club, fundado em 1903, e o Leamington Rugby Sports Club, fundado em 1897.
Futebol
Cambridge abriga o Cambridge FC, que foi o campeão da Premiership da Baía de Plenty de 2017 e 2015 em Waikato, e o Waipa Clube Desportivo do Ano orts Club of the Year em 2014 e 2015.
Cambridge e o distrito circundante são anfitriões de muitos eventos esportivos, culturais e comerciais. Mais de 120.000 visitantes participam do National Agricultural Fieldays todo mês de junho no Mystery Creek Events Center, entre Cambridge e Hamilton.
Todo verão, o Lago Karapiro realiza o Campeonato Nacional Waka Ama Sprint e as corridas de hidroaviões como parte do circuito do Grande Prêmio da Nova Zelândia. Em fevereiro, o Keyte Watson Polo Tournament acontece em Leamington, Cambridge. Todo mês de março, Cambridge realiza seu Festival de Outono de quatro dias e, em dezembro, acontece um Festival de Natal (incluindo um desfile da cidade).
O evento anual local de Cambridge é a Batalha das Pontes, uma competição de rugby e netball entre os dois clubes esportivos de Cambridge, Leamington e Hautapu. No entanto, o troféu é concedido à equipe vencedora da partida de rugby. O evento acontece em agosto de cada ano. A primeira partida entre os dois lados, em 2013, terminou em um empate de 0 a 0.

## Meios de comunicação
Switch FM é uma estação de rádio local.
Cambridge também possui dois jornais locais, o Cambridge News e a Cambridge Edition.
Há também uma página animada do Facebook usada para compartilhar e solicitar informações e recursos.

## Educação
A Cambridge High School é a escola secundária de ensino médio da cidade para alunos do 9º ao 13º ano, com um total de 1 599 alunos a partir de março de 2019. A Cambridge Middle School é a escola intermediária da cidade para os alunos do 7º ao 10º ano, com um rolo de 673.
A cidade possui três escolas primárias estaduais para os alunos do 1º ao 6º ano: Cambridge East School com um rolo de 402 ; Cambridge School, com um rolo de 395 ; Leamington School, com um rolo de 515.
Cambridge também tem duas escolas não estatais com nomes semelhantes. A St. Peter's School é uma escola anglicana privada (independente) co-educacional para os alunos do 7º ao 13º ano, com um rolo de 1142. A Escola Católica de São Pedro é uma escola primária católica integrada, co-educacional, para alunos do 1º ao 8º ano, com um rolo de 169.

## Residentes notáveis
Residentes anteriores ou atuais incluem:
- Kylie Bax, modelo e atriz
- Hamish Bond, MNZM, remador, medalhista de ouro olímpico
- Kenny Cresswell, membro de 1982, all whites (futebol)
- Membros da banda de rock Datsuns
- Mahé Drysdale, MNZM, remador, medalhista de ouro olímpico
- Katie Duncan, jogador de futebol internacional e atleta olímpica[47]
- Matthew Dunham, medalhista de prata campeão mundial em remo
- Allyson Gofton, escritor de culinária e apresentador de televisão[48]
- Juliette Haigh, medalha de ouro campeã mundial em remo
- Nikki Hamblin, corredor de média distância e vencedor do Fair Play Award nos Jogos Olímpicos de Verão de 2016
- Ricki Herbert, CNZM, ex-técnico do New Zealand All Whites e jogador de futebol internacional.
- Sir Patrick Hogan KNZM, CBE, Criador de cavalos
- Nikita Howarth, nadadora paraolímpica e medalha de ouro
- Billy T. James, MBE, Artista e comediante
- Spencer Jones, jogador da união de rugby
- Sir Vaughan Jones, vencedor da Medalha Fields
- Joelle King, jogador de squash
- Dick Myers, All Black (jogado pelo Leamington RFC)
- Eric Murray, MNZM, remador, medalhista de ouro olímpico
- Ritchie Pickett, cantora / compositora de música country
- Ken Rutherford, MNZM, Gerente internacional do clube de críquete e corrida de cavalos
- Wayne Smith, CNZM, All Black e treinador assistente da Copa do Mundo vencendo o All Blacks em 2011 e 2015
- Joel Tobeck, Ator
- Sarah Walker, medalhista de prata olímpica em BMX
- Sir Mark Todd, medalhista de ouro olímpico equestre duplo
- Sarah Ulmer, campeã mundial e ciclista medalhista de ouro olímpica
- Rob Waddell, medalhista de ouro olímpico em remo
- Chris Wood, jogador internacional e capitão do All Whites

Cambridge também foi o berço de All Black Sir Colin Meads KNZM MBE; George Albert Tuck (1884–1981), um notável construtor, soldado e diarista da Nova Zelândia; artista Frances Irwin Hunt de 1890 a 1981 ) e a educadora Blanche Eleanor Carnachan, MBE, (1871 a 1954 ).